# Discocyrtus canalsi
Discocyrtus canalsi is een hooiwagen uit de familie Gonyleptidae.